# العلاقات البنينية التونسية
العلاقات البنينية التونسية هي العلاقات الثنائية التي تجمع بين بنين وتونس.

## مقارنة بين البلدين
هذه مقارنة عامة ومرجعية للدولتين:
| وجه المقارنة                                              | بنين            | تونس                                       |
| --------------------------------------------------------- | --------------- | ------------------------------------------ |
| المساحة (كم2)                                             | 114.76 ألف      | 163.61 ألف                                 |
| عدد السكان (نسمة)                                         | 11.18 مليون     | 11.53 مليون                                |
| الكثافة السكانية (ن./كم²)                                 | 97.42           | 70.47                                      |
| العاصمة                                                   | بورتو نوفو      | تونس                                       |
| اللغة الرسمية                                             | لغة فرنسية      | اللغة العربية                              |
| العملة                                                    | فرنك غرب أفريقي | دينار تونسي                                |
| الناتج المحلي الإجمالي (بليون دولار)                      | 9.27 مليار      | 40.26 مليار                                |
| الناتج المحلي الإجمالي (تعادل القوة الشرائية) بليون دولار | 22.38 مليار     | 129.05 مليار                               |
| الناتج المحلي الإجمالي الاسمي للفرد دولار أمريكي          | 762             | 3.87 ألف                                   |
| الناتج المحلي الإجمالي للفرد دولار أمريكي                 | 2.03 ألف        | 11.44 ألف                                  |
| مؤشر التنمية البشرية                                      | 0.480           | 0.721                                      |
| رمز المكالمات الدولي                                      | +229            | +216                                       |
| رمز الإنترنت                                              | .bj             | .tn                                        |
| المنطقة الزمنية                                           | ت ع م+01:00     | ت ع م+01:00، توقيت وسط أوروبا، ت ع م+02:00 |

## منظمات دولية مشتركة
يشترك البلدان في عضوية مجموعة من المنظمات الدولية، منها:
| علم المنظمة | اسم المنظمة                               | تاريخ انضمام بنين | تاريخ انضمام تونس |
| ----------- | ----------------------------------------- | ----------------- | ----------------- |
|             | البنك الدولي للإنشاء والتعمير             | 10 يوليو 1963     | 14 أبريل 1958     |
|             | يونسكو                                    | 18 أكتوبر 1960    | 8 نوفمبر 1956     |
|             | مؤسسة التمويل الدولية                     | 5 فبراير 1987     | 25 يوليو 1962     |
|             | منظمة التعاون الإسلامي                    | ?                 | ?                 |
|             | المركز الدولي لتسوية المنازعات الاستشارية | 14 أكتوبر 1966    | 14 أكتوبر 1966    |
|             | منظمة حظر الأسلحة الكيميائية              | ?                 | ?                 |
|             | مؤسسة التنمية الدولية                     | 16 سبتمبر 1963    | 30 ديسمبر 1960    |
|             | منظمة التجارة العالمية                    | ?                 | ?                 |
|             | الاتحاد الأفريقي                          | ?                 | ?                 |
|             | الاتحاد البريدي العالمي                   | ?                 | ?                 |
|             | وكالة ضمان الاستثمار متعدد الأطراف        | 26 سبتمبر 1994    | 7 يونيو 1988      |
|             | الاتحاد الدولي للاتصالات                  | 1961              | 14 ديسمبر 1956    |
|             | منظمة الشرطة الجنائية الدولية             | ?                 | ?                 |
|             | الأمم المتحدة                             | 20 سبتمبر 1960    | 12 نوفمبر 1956    |
|             | البنك الإفريقي للتنمية                    | ?                 | ?                 |

## وصلات خارجية
- موقع وزارة الخارجية التونسية